# 托爾巴奇克火山
托爾巴奇克火山（俄语：Толбачик）是俄羅斯的火山，位於堪察加半島，兩個山峰海拔高度為3,682米和3,085米，山體由玄武岩組成，1975年有過一次較大規模的噴發。最近一次火山噴發在公元2012年11月底發生。

## 外部連結
- Volcano Live （页面存档备份，存于）
- http://www.topkam.ru/attractions/volcanos/vulkan_ploskii_tolbachik_tuluach.html （页面存档备份，存于）
- http://www.kscnet.ru/ivs/volcanoes/tolb.html （页面存档备份，存于） （俄文）
- Tolbachik at Global Volcanism Program （页面存档备份，存于） （英文）
- http://www.kamchatsky-krai.ru/volcano/kluchevskaja_gruppa/tolbachik/tolbachik_main.htm （页面存档备份，存于） （俄文）